# Печенганикель

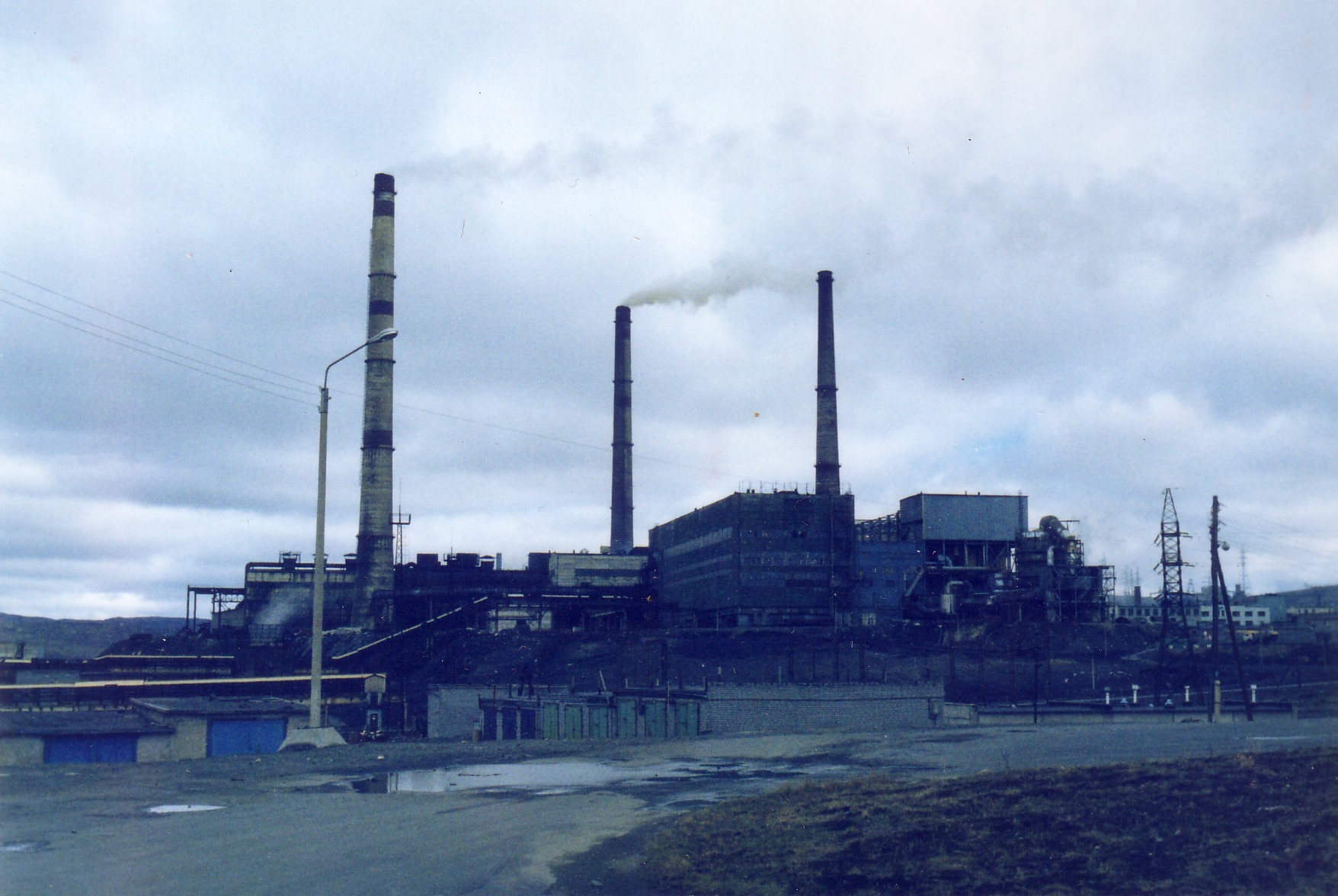
Завод в посёлке Никель

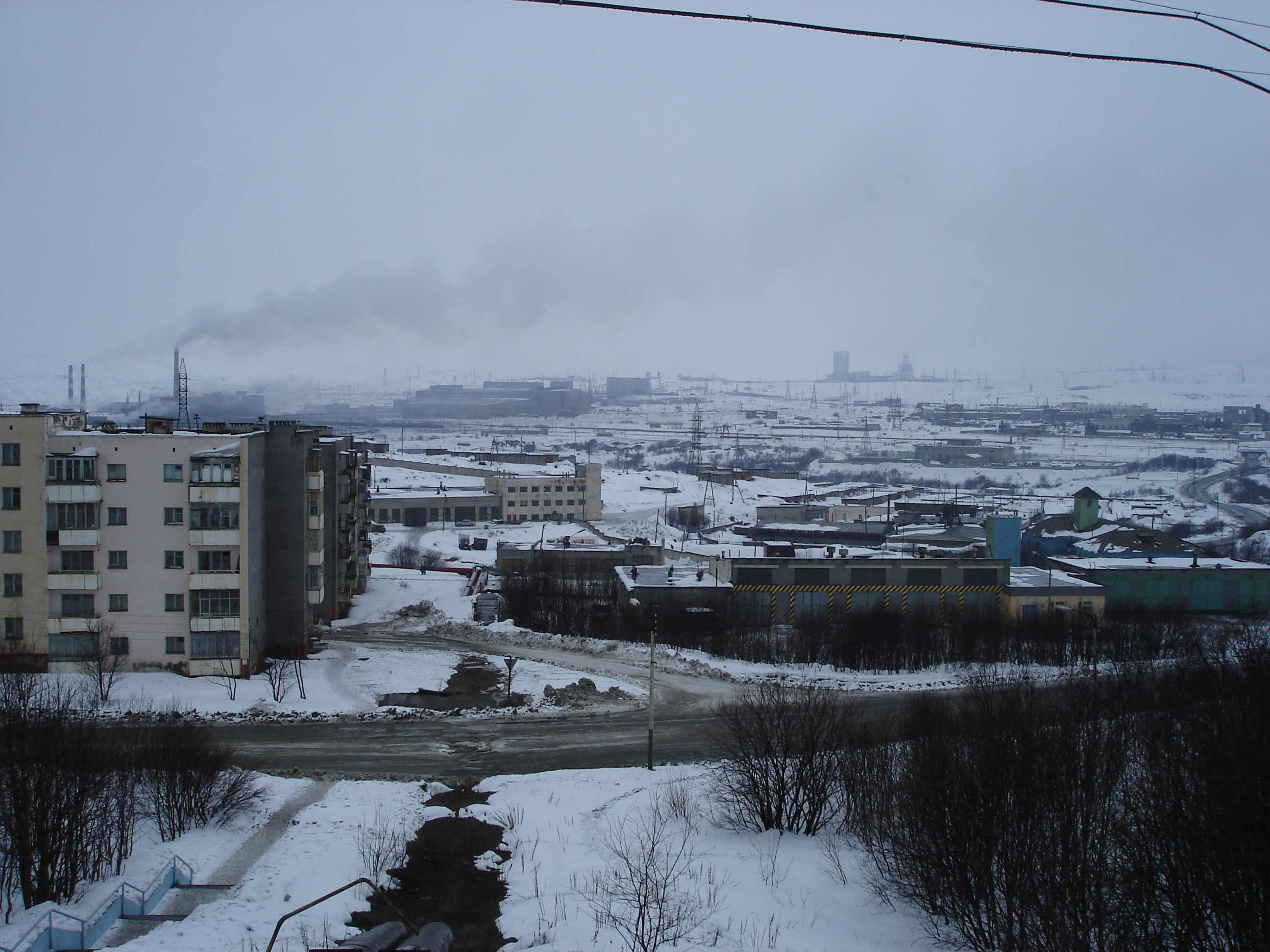
Промплощадка в городе Заполярный

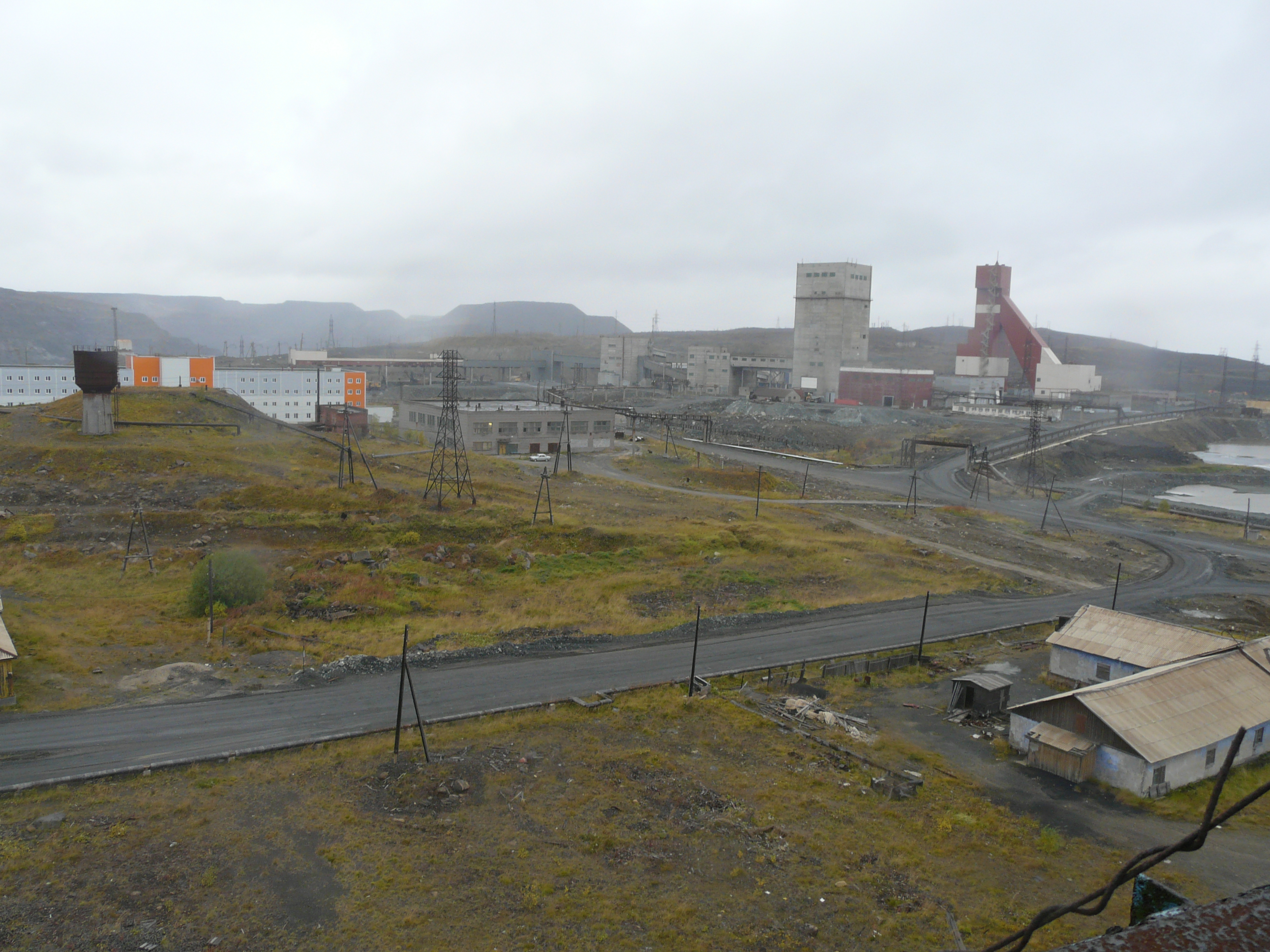
Рудник в городе Заполярный

Печенганикель — горно-металлургический комбинат в городе Заполярном Мурманской области России, входящий в состав Кольской горно-металлургической компании.
Комбинат «Печенганикель» расположен в северо-западной части Кольского полуострова у границы с Норвегией на двух промплощадках: в городе Заполярном и посёлке городского типа Никель.

## История
В 1920-1944 годах регион Петсамо входил в состав Финляндии. К 1934 году финские геологи открыли в регионе более десятка месторождений медно-никелевых руд. Правительство Финляндии сдало Петсамский никеленосный район в концессию канадской компании «Инко». Она передала лицензию на добычу своей дочерней британской компании «Монд Никл Ко» (The Mond Nickel Co), которая, в свою очередь, учредила в Финляндии дочернее общество «Петсамон Никкели ою» (Petsamon Nikkeli oy). В 1935 году начались работы по строительству рабочего посёлка и заводской площадки у рудника Каулатунтури. Добыча никельсодержащей руды началась в 1937 году. 
Но в связи с советско-финской войной в 1939 году канадские специалисты покинули рабочий посёлок Колосйоки (в настоящее время — посёлок Никель). Однако предприятие продолжило действовать, был построен плавильный цех. В 1940 году было заключено соглашение с германским концерном «Фарбеиндустри» договор о поставке руды и штейна, а в 1941 году с ним подписан долгосрочный договор о совместных работах в Колосйоки. В условиях Второй мировой войны поставки никеля из Петсамо имели важнейшее значение для нацистской Германии. В 1942 году на реке Паз была построена Янискоски ГЭС, вырабатывавшая электричество для плавки никеля. Когда в октябре 1944 года в результате Петсамо-Киркенесской операции немецкие войска отступили из Петсамо, то при отступлении немцы взорвали все сооружения завода и рудника, а также Янискоски ГЭС.
В 1947 году Парижский мирный договор с Финляндией закрепил переход региона Петсамо к СССР. При этом Великобритания настаивала на том, что владельцам лицензии в полном объёме должны быть возмещены экономические потери. СССР же пытался переложить выплату компенсации на финскую сторону, мотивируя это тем, что Петсамо было не у финнов, а у немцев, которым финны сами его передали. Секретарь правления «Инко» оценил стоимость рудника в 50 миллионов долларов, однако СССР согласился заплатить всего 20 миллионов, объявив при этом, что компенсирует себе эту сумму из выплачиваемых Финляндией репараций. 
Плавильный цех и рудник были восстановлены, добыча руды возобновилась уже в марте 1945 года. В 1947 году, в долине Пильгу, неподалёку от посёлка Никель, было открыто новое месторождение медно-никелевых руд, которое было названо Ждановским. В 1955 году началось строительство посёлка для рабочих, которым предстояло строить Ждановский горно-обогатительный комбинат. Совет Министров СССР призвал на эту работу молодежь страны, которую торжественно встретили 4 июля 1956 года. Именно эту дату принято считать днём рождения города Заполярный.
Затем были построены рудники «Аллареченский», «Восток», «Каула‑Котсельваара». До пуска металлургических цехов руду перевозили в порт Лиинахамари и через порт Мурманска отправляли на комбинат «Североникель» в Мончегорске. Но затем выплавка никеля началась на месте.  
В конце 1960‑х годов на комбинате началась переработка руды из Норильска с большим содержанием серы, что крайне неблагоприятно сказалось на окружающей среде в Печенгском районе и в соседних районах Норвегии.
С 1989 года комбинат вошёл в состав государственного концерна «Норильский никель», который был акционирован в 1994 году. В декабре 1998 два дочерних предприятия РАО «Норильский никель», комбинаты «Печенганикель» и «Североникель», образовали ОАО «Кольская горно‑металлургическая компания» (Кольская ГМК). 
1 ноября 2004 года на «Печенганикеле» была введена в эксплуатацию первая очередь рудника «Северный‑Глубокий» с расчётной мощностью 1 млн т руды в год.

## Описание
В состав комбината входят два подземных рудника, два карьера, обогатительная фабрика, цех обжига, плавильный и сернокислотный цех, автотранспортный, железнодорожный и другие цеха обеспечения производства. Комбинат добывает сульфидные медно-никелевые руды, обогащает их и осуществляет металлургическую переработку до файнштейна. Ежегодно добывается около 7,5 млн тонн руды. За 50 лет добычи только никеля добыли более 2 млн тонн. Основу запасов составляют рядовые вкрапленные руды с содержанием никеля 0,5—0,6 % (95 % всех запасов). На долю богатых руд приходится 5 % запасов руд (12,4 % запасов металла). Руда с низким содержанием металлов обогащается. Ежегодный объём переработки составляет около 90 % от количества добываемой руды. Получают около 450—500 тыс. тонн концентрата. Богатые руды направляются в плавильный цех, расположенный в Никеле. Туда же поступают обожжённые окатыши и руда ОАО ГМК «Норильский никель». Конечным продуктом является файнштейн, который направляется на дальнейшую переработку на комбинат Североникель. В результате его дальнейшей переработки получают никель, медь, кобальт, драгоценные металлы, серную кислоту. Помимо собственной руды, в 1960-х — 1980-x годах комбинат обогащал руду, поступавшую из Норильска.
В 1945—1946 годах для комбината была построена железобетонная дымовая труба высотой 152,4 м — на тот момент самая высокая в СССР. Опалубка для возведения трубы была куплена в США у фирмы «Гейне».
Устаревший с точки зрения технологических и экологических стандартов плавильный цех по переработке медно-никелевого концентрата в посёлке Никель был закрыт в декабре 2020 года. При этом  «Норникель» модернизирует металлургическое производство в Мончегорске и построит там новые современные мощности. Промплощадка цеха в Никеле может быть сохранена, если будет найден вариант ее использования. Был проведен конкурс среди инвесторов, в котором победил проект ООО «Сириус» по созданию металлургического мини-завода по производству мелющих шаров и сортового проката.